# Campra TI
Campra ist ein Ski- und Wintersportgebiet bei Olivone im Bezirk Blenio, des Schweizer Kantons Tessin.
Campra befindet sich an der Südseite des Lukmanierpass auf einer Höhe von etwa 1500 Metern ü. M. Es wurde ins Inventar der Biotope von nationaler Bedeutung aufgenommen. Das Wintersportgebiet umfasst 30 km Loipen für den Skilanglauf. Daneben gibt es im Nordischen Skizentrum (Centro Sci Nordico) auch touristische Angebote, wie Skiverleih, Wachsservice sowie eine Eisbahn. Im Sommer dienen die Loipen als Routen für Wanderer und Mountainbiketouren.
Campra war mit seinen Anlagen in der Saison 1988/89 und 1989/90 Austragungsort von Läufen im Skilanglauf-Weltcup. Seit 2008 finden Rennen im Rahmen des Skilanglauf-Alpencup statt. Auch die Schweizer Meisterschaften im Skilanglauf 2012 wurden in Campra ausgetragen.